# Stigmatocythere
Stigmatocythere is een geslacht van kreeftachtigen uit de klasse van de Ostracoda (mosselkreeftjes).

## Soorten
- Stigmatocythere (Bhatiacythere) arcuata Khosla & Nagori, 1988 †
- Stigmatocythere (Bhatiacythere) interrupta Khosla & Nagori, 1988 †
- Stigmatocythere (Bhatiacythere) khariensis Khosla & Pant, 1988 †
- Stigmatocythere (Bhatiacythere) rete Khosla & Nagori, 1988 †
- Stigmatocythere (Bhatiacythere) reversa (Khosla, 1976) Khosla & Nagori, 1988 †
- Stigmatocythere (Bhatiacythere) spinosa Khosla & Nagori, 1988 †
- Stigmatocythere (Stigmatocythere) bermotiensis Khosla & Pant, 1988 †
- Stigmatocythere bermotiensis Khosla & Pant, 1988 †
- Stigmatocythere bifurcata Hu & Tao, 2008
- Stigmatocythere bona Chen in Hou, Chen, Yang, Ho, Zhou & Tian, 1982
- Stigmatocythere bornhardti Ahmad, Neale & Siddiqui, 1991 †
- Stigmatocythere calia Siddiqui, 1971 †
- Stigmatocythere chaasraensis (Guha, 1961) Khosla, 1976 †
- Stigmatocythere costa (Hu, 1977) Zhao (Yi-Chun) (Quan-Hong) in Wang et al., 1988 †
- Stigmatocythere delineata Siddiqui, 1971 †
- Stigmatocythere indica (Jain, 1978) Whatley & Zhao (Yi-Chun), 1988
- Stigmatocythere intexta Ahmad, Neale & Siddiqui, 1991 †
- Stigmatocythere latebrosa (Luebimova & Guha, 1960) Khosla, 1976 †
- Stigmatocythere lumaria Siddiqui, 1971 †
- Stigmatocythere multicostata Khosla & Nagori, 1988 †
- Stigmatocythere obliqua Siddiqui, 1971 †
- Stigmatocythere omani Guernet, Bourdillon & Roger, 1991 †
- Stigmatocythere parakingmai Whatley & Zhao (Yi-Chun), 1988
- Stigmatocythere portentum Siddiqui, 1971 †
- Stigmatocythere pustulosa Guernet, Bourdillon & Roger, 1991 †
- Stigmatocythere quilonensis Khosla & Nagori, 1988 †
- Stigmatocythere reticulata Khosla & Pant, 1988 †
- Stigmatocythere roesmani (Kingma, 1948) Whatley & Zhao (Yi-Chun), 1988 †
- Stigmatocythere roesmari (Kingma, 1948)
- Stigmatocythere rugosa (Kingma, 1948) Whatley & Zhao (Yi-Chun), 1988 †
- Stigmatocythere siddiquii Keen & Racey, 1991 †